# Bataille de Négapatam (1782)
Pour les articles homonymes, voir Bataille de Négapatam.
Guerre franco-anglaise (1778-1783)
Batailles
La bataille de Négapatam a lieu le 6 juillet 1782 durant la guerre d'indépendance des États-Unis (1775-1782). Il s'agit d'un affrontement naval entre les onze vaisseaux de la Marine royale française, menés par le bailli de Suffren, et les onze vaisseaux britanniques, de Hughes, dans l'océan Indien au large de la colonie néerlandaise de Negapatam, sur la côte du Tamil Nadu, dans le Sud de l'Inde.

## Une bataille navale mais aussi terrestre
Suffren embarque la 3e légion de volontaires étrangers de la Marine, la poignée de volontaires de l'île Bourbon et un détachement du régiment d'Austrasie. M. de l'Espinassy dirige l'artillerie. Ces troupes et cette artillerie contribuent à la victoire de Suffren sur mer, en face de Negapatam.

## Les flottes en présence
| - Le Héros, 74 canons, - L'Annibal, 74, - L'Orient, 74, - Artésien, 64 canons, - Le Brillant (en), 64, - Le Bizarre, 64, - Le Sévère (en), 64, - Le Sphinx, 64, - Le Vengeur (en), 64, - Le Flamand (en), 50, commandé par Louis-Hyacinthe de Cavelier de Cuverville, - Le Petit Annibal (en), 50. |  | - Superb, 74, - Hero, 74, - Sultan (en), 74, - Burford, 70, - Monarca (en), 70, - Eagle (en), 64, - Exeter (en), 64, - Magnanime (en), 64, - Monmouth (en), 64, - Worcester, 64, - Isis (en), 50. |

Pierre André de Suffren a 779 hommes hors de combat (morts ou blessés), les Britanniques 309 seulement. Le 7 juillet, il appareille pour Gondelour.

### Sources et bibliographie
- Georges Lacour-Gayet, La Marine militaire de France sous le règne de Louis XVI, Paris, Honoré Champion, 1905, 719 p. (BNF 30709972, lire en ligne).
- Rémi Monaque, Suffren : un destin inachevé, éditions Tallandier, 8 octobre 2009, 494 p. (ISBN 2847343334).
- Rémi Monaque, Une histoire de la marine de guerre française, Paris, éditions Perrin, 2016, 526 p. (ISBN 978-2-262-03715-4).
- Michel Vergé-Franceschi (dir.), Dictionnaire d'Histoire maritime, éditions Robert Laffont, coll. « Bouquins », 2002.
- Guy Le Moing, Les 600 plus grandes batailles navales de l'Histoire, Rennes, Marines Éditions, mai 2011, 620 p. (ISBN 9782357430778).
- (en) George Bruce Malleson, Final French Struggles in India and on the Indian Seas, W.H. Allen, 1884 (lire en ligne).